# 布理
在托爾金的小說裡，布理（Bree）是中土大陸的一個村莊，位於夏爾（Shire）東面，佛諾斯特伊蘭（Fornost Erain）南面。巴力曼·奶油伯開設的躍馬旅店即位在此處。
有說托爾金早年經常到訪英國白金漢郡（Buckinghamshire）牛津（Oxford）的村莊布里爾 ，因而獲得靈感創作布理這地方。

## 地理

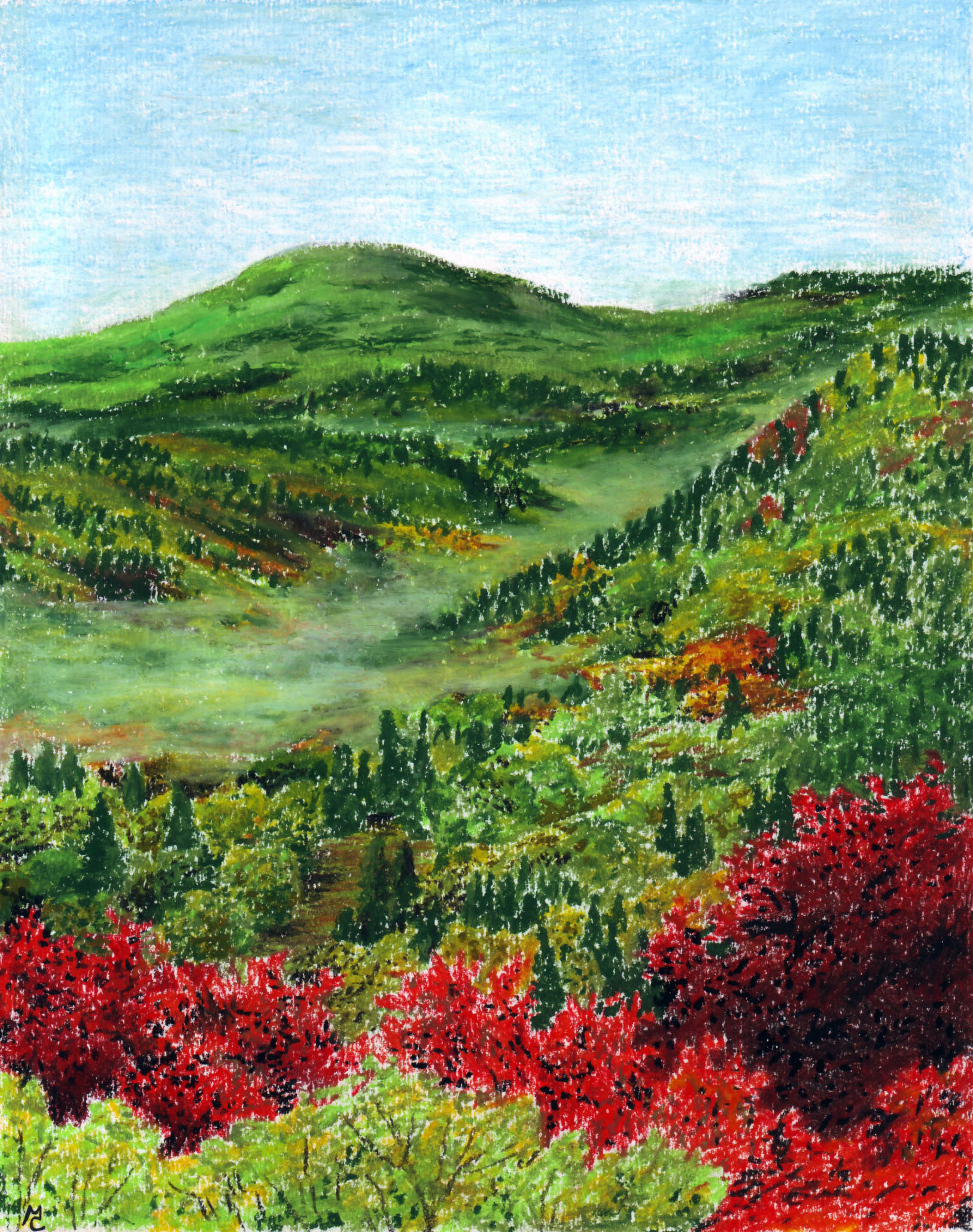
契特森林。

布理是第三紀元中土大陸伊利雅德（Eriador）地區的古老人類聚居地，卡多蘭王國（the kingdom of Cardolan）宣稱布理是該國的領土，但卡多蘭王國崩潰後，布理在多年無政府狀態下依然繁榮。布理位於兩條主要道路東方大道和綠大道的交接點，即使北方亞爾諾的人口持續減少，布理多年來都是貿易中心和旅客的補給站。
布理在魔戒聖戰（War of the Ring）時是人類極西的居住地，是伊利雅德其中一個固定的聚居地。
布理西面是古墓崗（Barrow-downs）和老林（Old Forest）。十字路口附近的區域被稱為布雷蘭（Breeland），布理是這地區的首要村落，亦是中土大陸唯一一處人類和哈比人的雜居地。
據托爾金所說，布理即是山丘的意思，事實上，布理及布雷蘭是一座大山丘。布雷蘭有三個村落。布理的名字由布里爾（Brill）而來，布里爾是現代Bre-hyll的簡稱。在凱爾特語和盎格魯撒克遜語裡，Bre-hyll是指山丘。另外三個村落是：
- 史戴多（Staddle）主要的居民是哈比人，多從事農業，位於布雷蘭東南部，於康比和阿契特南方。這是唯一一個可從東方大道看到的村落。

- 康比（Combe）主要的居民是人類，有少量哈比人居住，多從事農業，該村處於契特森林（Chetwood）和布雷蘭的邊界，於史戴多和阿契特之間。

- 阿契特（Archet）位於較遠的北方，於契特森林內，主要的居民是人類。據說布理是由人類建立的。

由奶油伯家族開設的躍馬旅店（Prancing Pony）是布理最重要的聚會場所，來自各地的旅人皆會在那裡住宿。

## 小說內容

布理躍馬旅店的招牌是一隻直立起身體的小馬。

早前，甘道夫和矮人王族索林‧橡木盾（Thorin Oakenshield）也在此地相遇，他們都想消滅佔據孤山（Lonely Mountain）的惡龍史矛革（Smaug），這造就了《哈比人歷險記》故事的發生，終使史矛革被殺，也在後來令佛羅多獲得魔戒。倘若史矛革在魔戒聖戰時仍生存，將會是北方一個巨大威脅。
在後來，已存心叛變的白袍巫師薩魯曼亦在布理布置了他的人類間諜。
於小說《魔戒首部曲：魔戒現身》裡，佛羅多·巴金斯一行四名哈比人攜魔戒離開夏爾，在湯姆·龐巴迪介紹下前往布理最大及最有名的躍馬旅店（Prancing Pony），店主叫巴力曼·奶油伯（Barliman Butterbur）。在旅店內，佛羅多等人與遊俠首領亞拉岡相遇。戒靈（Ringwraiths） 曾經到這裡打算殺害佛羅多等人，但被亞拉岡識破，把佛羅多等哈比人帶到他的房內。次日，亞拉岡和四個哈比人在奶油伯的幫助下，總算離開了布理繼續上路。其後，甘道夫也趕到布理，見識到戒靈摧毀了布理的大閘並如暴風般橫過布理，布理居民都感到相當畏懼和仿似世界末日。
當故事接近完結時，四名哈比人返回夏爾時亦路經布理，發現布理的景象已不復如前，常有流氓在附近出沒。甘道夫安慰奶油伯說很快布理就會置於人皇（即亞拉岡）的保護之下。第四紀元時期，布理屬於重聯王國。

## 電影改編
於彼得·傑克遜（Peter Jackson）執導的電影《魔戒首部曲：魔戒現身》，佛羅多及其伙伴幾乎離開了夏爾便馬上抵達布理，使人覺得兩地的距離相當接近。
實際上魔戒電影中的布理是在紐西蘭一處二戰時遺留下的舊軍營多塞炮台（Fort Dorset）處取景拍攝的。
該電影的概念設計師艾倫·李認為布理有點兒像「昔日狂野的美國西部」。
在2013年的電影《哈比人：荒谷惡龍》片頭序幕，布理再度出現，甘道夫和索林在躍馬旅店議定遠征孤山的任務。